# Distrito electoral de Thayer (condado de York, Nebraska)
Thayer (en inglés: Thayer Precinct) es un distrito electoral ubicado en el condado de York en el estado estadounidense de Nebraska. En el Censo de 2010 tenía una población de 221 habitantes y una densidad poblacional de 2,35 personas por km².

## Geografía
Thayer se encuentra ubicado en las coordenadas 41°0′34″N 97°32′39″O / 41.00944, -97.54417. Según la Oficina del Censo de los Estados Unidos, Thayer tiene una superficie total de 94.01 km², de la cual 93.78 km² corresponden a tierra firme y (0.25%) 0.24 km² es agua.

## Demografía
Según el censo de 2010, había 221 personas residiendo en Thayer. La densidad de población era de 2,35 hab./km². De los 221 habitantes, Thayer estaba compuesto por el 100% blancos, el 0% eran afroamericanos, el 0% eran amerindios, el 0% eran asiáticos, el 0% eran isleños del Pacífico, el 0% eran de otras razas y el 0% pertenecían a dos o más razas. Del total de la población el 0% eran hispanos o latinos de cualquier raza.